# اصول فلسفه
اصولِ فلسفه (به لاتین:principia philosophiae) کتابی است از فیلسوف شهیرِ فرانسویِ قرن هفدهم، رنه دکارت.
این کتاب که به زبان لاتین به نگارش درآمده است درواقع ترکیبی از مباحث دو اثر برجستهٔ دیگر دکارت، یعنی گفتار در روش و تأملات در فلسفه اولی می‌باشد.

## تاریخچه
کتاب اصول فلسفه ابتدا در سال ۱۶۴۴ نسخهٔ لاتین و سپس در سال ۱۶۴۷ نسخهٔ فرانسوی که ترجمه ای بود از ابوت کلود پیکو، منتشر شد. این کتاب که یک اثر مکمل است در حقیقت نوشتاری بود که به ملکه الیزابت بوهمیایی تقدیم شد تا کلیتی از فلسفه دکارت به وی فهمانده شود.

## محتوا
هدف دکارت از نگارش این کتاب جایگزین کردن علوم تجربی خویش به جای کتب آموزشی ارسطویی در فرانسه و انگلیس آن زمان بود.
وی در این کتاب به تبیین اصول طبیعت (قوانین فیزیک) براساس «تجربه» می‌پردازد و این اصل را مطرح می‌کند که «درصورت عدم وجود نیروهای خارجی، حرکت جسم یکنواخت و در یک خط مستقیم خواهد بود». بعدها آیزاک نیوتون براساس همین نظریه قانون اول حرکت خود را بنا می‌کند.
علاوه بر تبیین قوانین فیزیکی، متافیزیک نیز در این کتاب گنجانده شده‌است که مهمترین فصول آن به پرداختن در مفهوم فلسفه، درجات دانش و تمثیل درخت دانش می‌گذرد.
به نظر دکارت مابعدالطبیعه یا متافیزیک ریشه درخت فلسفه است، درختی که «فیزیک» تنه آن و طب و مکانیک و اخلاق شاخه‌های اصلی آن را تشکیل می‌دهند و در کل این بدان معناست که خداوند اساس و ضامن یقینی شدن علوم و دانش انسانی است، خدایی که وجود آن در متافیزیک اثبات شده‌است و معلوم می‌شود که خدا با خلق مداوم حقایق سرمدی و گزاردن آن حقایق و تصوراتشان در فطرت انسان باعث شناسایی انسان می‌شود و از طرفی خود ضامن این علوم است.

## برگردان فارسی
منوچهر صانعی دره بیدی این کتاب را با عنوان «فلسفه دکارت» ترجمه و توسط شرکت انتشارات بین‌المللی الهدی، به چاپ رسانده‌است.